# Roverandom
Roverandom er en bog af den britiske forfatter J.R.R. Tolkien. Denne bog er en af hans mindre kendte bøger. Bogen handler om en hunds eventyr i den magiske verden, og et besøg hos troldmændene. Det er en børnebog, der også kan fange den voksne læser. I de ældre eksemplar, kan det ses at Tolkien selv har tegnet og malet illustrationer. Bogen er tilegnet hans anden søn, da han mistede sit yndlingslegetøj, en lille sort og hvid malet bly-hund. 